# Do spárů smrti

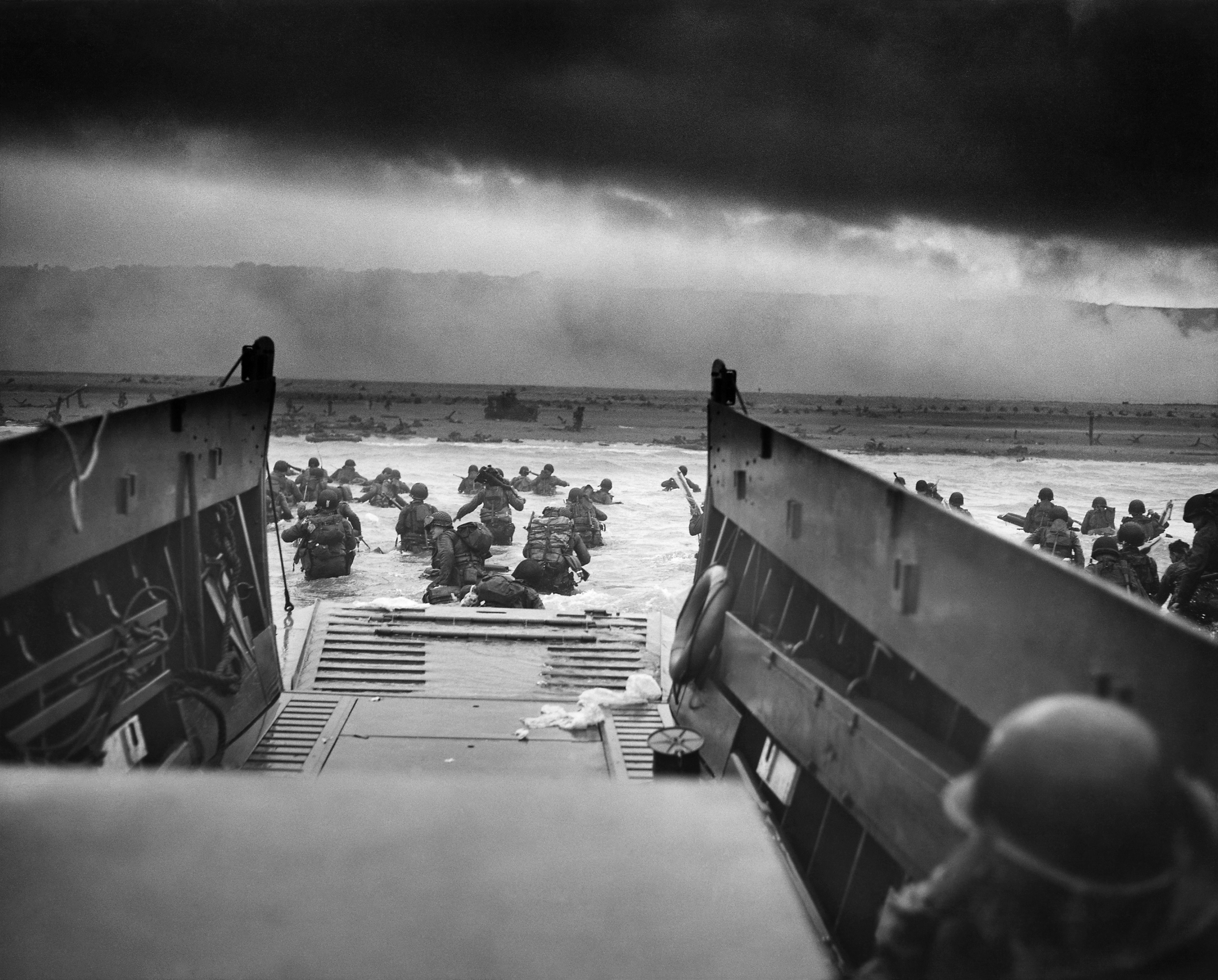
Robert F. Sargent: Do spárů smrti: Vojáci z 1. divize přistávají na Omaha Beach

Do spárů smrti (anglicky Taxis to Hell – and Back – Into the Jaws of Death, zkráceně Into the Jaws of Death) je nejznámější fotografie, kterou pořídil Robert F. Sargent, fotograf Pobřežní stráže USA (CPhoM, USCG).

## Historie
Na snímku jsou vojáci z 1. divize, kteří přistávají na pláži Omaha Beach dne 6. června 1944 v rámci Operace Overlord během druhé světové války vylodění spojeneckých vojsk do Němci okupované Francie.
Fráze „into the jaws of Death“ v názvu fotografie pochází z refrénu básně Alfreda Tennysona „The Charge of the Light Brigade“.
Ikonická fotografie inspirovala v roce 1998 natočení hollywoodského filmu Zachraňte vojína Ryana a v roce 1997 se objevila na obálce anglického překladu starořeckého eposu Ilias Stanleyho Lombarda jako symbol univerzálnosti války.